# Integro VZW
Integro vzw is de grootste socialprofitgroep van woonzorgcentra in de Belgische provincie Limburg. De groep is ontstaan door de fusie op 1 januari 2018 van zes vzw's die voordien onafhankelijk van elkaar functioneerden. De vzw Integro werd al opgericht in mei 2016. Op 7 oktober 2017 werd de fusie gevierd in de Luminus Arena in Genk. Deze zes vzw's exploiteerden acht individuele woonzorgcentra in Limburg. Deze woonzorgcentra zijn:
- Woonzorgcentrum De Voorzienigheid te Bocholt,
- Woonzorgcentrum Sint-Jozef te Neerpelt,
- Woonzorgcentrum Immaculata te Overpelt,
- Woonzorgcentrum Sint-Jan Berchmans te Hamont,
- Woonzorgcentrum Het Park te Neeroeteren,
- Woonzorgcentrum De Olijfboom te Genk,
- Woonzorgcentrum Cecilia te Alken,
- Woonzorgcentrum Home Elisabeth te Sint-Truiden.

Op 1 november 2019 exploiteerde Integro vzw 870 woongelegenheden ouderenzorg. Ze voorziet nog een uitbreiding met 48 woongelegenheden in 2020. Integro vzw stelt ongeveer 1000 medewerkers of 625 voltijds equivalenten te werk.
Roel Eerlingen is algemeen directeur van Integro vzw. Jo Vandeurzen, voormalig Vlaams Minister van Welzijn, Volksgezondheid en Gezin werd op 12 november 2019 voorzitter van de vzw.